# André Gahinet
André Gahinet (pseudonim: Ségolen, ur. 12 października 1941 roku) – francuski kierowca wyścigowy.

## Kariera
Gahinet rozpoczął karierę w międzynarodowych wyścigach samochodowych w 1975 roku od startu w klasie GT Ser. 24-godzinnego wyścigu Le Mans, którego jednak nie ukończył. W późniejszych latach Francuz pojawiał się także w stawce FIA World Endurance Championship oraz French GT Championship.